# نيكول هوف
نيكول سامانثا هوف (بالإنجليزية: Nicole Samantha Huff)‏ (من مواليد 21 أبريل 1998 في ريتشموند هيل، كندا) هي ممثلة ومغنية وراقصة كندية.

## روابط خارجية
- نيكول هوف على موقع IMDb (الإنجليزية)
- نيكول هوف على موقع قاعدة بيانات الفيلم (الإنجليزية)